# شو ناكامورا
شو ناكامورا (باليابانية: 中村 駿) (مواليد 24 فبراير 1994)، هو لاعب كرة قدم ياباني سابق كان يلعب كلاعب وسط.

## وصلات خارجية
- شو ناكامورا على موقع رابطة كرة القدم اليابانية للمحترفين (اليابانية)
- شو ناكامورا على موقع قاعدة بيانات كرة القدم.إي يو (الإنجليزية)
- شو ناكامورا على موقع Soccerway.com (الإنجليزية)
- شو ناكامورا على موقع عالم كرة القدم.نت (الإنجليزية)